# Rumpunen
Rumpunen är ett naturreservat i Pajala kommun i Norrbottens län.
Området är naturskyddat sedan 1997 och är 1,8 kvadratkilometer stort. Reservatet omfattar våtmarker kring några åsar. Reservatet består av tallskog och högrest barrblandskog. 